# 蓝公武

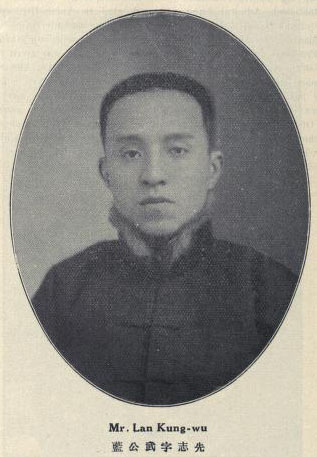

蓝公武（1887年—1957年9月9日），字志先，吴江人。中国近代政治人物、翻译家。抗战时期，曾任北平的中国大学政经系教授，讲授新闻学。

## 生平
蓝公武早年毕业于日本东京帝国大学哲学系，并加入光复会。民国成立，加入進步党，当选国会议员，更被选为宪法起草委员會委员。1913年10月，与張耀曾、丁世嶧等人另组民憲黨。袁世凯于11月4日解散国民党，因此议员出席人数不足，国会無形解散，藍公武便赴德国留学。后回国任《国民公报》社长、《晨报》董事、北洋政府国会议员，期间参加辛亥革命和护国运动、护法运动。五四运动前后，曾参与和胡适的问题与主义论战。1923年，先后在北京大学等任教。抗日战争中，被日军宪兵司令部逮捕关押，后经营救获释。之后举家抵达晋察冀军区。1948年，任华北人民政府副主席兼民政部部长。中华人民共和国成立后，任最高人民检察署副检察长兼政务院政治法律委员会委员、第一届全国人大常委会委员。1957年9月9日下午8时在京逝世，经遗嘱追认为中国共产党党员。

## 作品
- 《问题与主义》
- 《社会主义与中国》
- 1957年翻译有康德《纯粹理性批判》，三联书店出版（由商务印书馆续印）。